# 시종중학교
시종중학교(始終中學校)는 대한민국 전라남도 영암군 시종면 내동리에 있는 사립 중학교이다.

## 학교 연혁
- 1962년 3월 1일 : 영북고등공민학교(靈北高等公民學校) 개교
- 1969년 11월 28일 : 시종중학교 인가
- 1970년 3월 1일 : 시종중학교(始終中學校) 개교
- 1970년 3월 1일 : 초대 교장 곽태환 선생 취임
- 2019년 4월 26일 : 제5대 곽경헌 이사장 취임
- 2024년 3월 1일 : 제4대 교장 배명주 선생 취임
- 2025년 1월 3일 : 제53회 5명 졸업(총 졸업생 7,466명)

## 참고 자료
- 시종중학교 - 한국교육학술정보원 학교알리미